# 부산진구·북구
부산진구·북구는 대한민국의 옛 국회의원 선거구이다. 당시 부산시 부산진구와 북구 지역을 관할했다.

## 역사
1975년 10월, 부산진구의 일부 지역이 북구로 독립되었다. 이에 제10대 국회의원 선거를 앞두고 부산진구와 북구 지역을 모두 관할하는 부산진구·북구 선거구가 신설되었다.
제11대 국회의원 선거를 앞두고 부산진구 선거구와 북구 선거구로 각각 독립되면서 폐지되었다.

## 역대 국회의원
| 선거   | 정당 | 정당   | 1위 의원 | 정당 | 정당       | 2위 의원 |
| ------ | ---- | ------ | -------- | ---- | ---------- | -------- |
| 1978년 |      | 신민당 | 정해영   |      | 민주공화당 | 김임식   |

## 역대 선거 결과

### 대한민국 제10대 국회의원 선거
|  | 38.39% |

|  | 33.78% |

|  | 16.03% |

|  | 7.72% |

|  | 2.24% |

|  | 1.81% |